# Mehreen Faruqi
Mehreen Saeed Faruqi (Lahore, Pakistan, 8 de juliol de 1963) és enginyera ambiental i civil, feminista i política australiana representant dels Verds.

## Biografia
Es graduà l'any 1988 en enginyeria civil en la Universitat d'Enginyeria i Tecnologia de Lahore, en la qual son pare era professor. Després ha treballat com a enginyera estructural. Els seus germans majors, la seua germana menor, la seua parella i el seu sogre també són enginyers civils. Faruqi es va traslladar a Sydney el 1992, on assistí a la Universitat de Nova Gal·les del Sud; el seu pare hi havia estudiat en la dècada dels 1950. Feu un màster en Ciències de l'Enginyeria el 1994 i l'any 2000 es doctorà en enginyeria ambiental. Es traslladà a Port Macquarie el 2001, i torna a Sydney el 2006. Té dos fills; un d'ells, Osman Faruqi, periodista polític.

### Trajectòria professional
Abans de nomenar-la per al Consell Legislatiu, treballà 25 anys com a enginyera professional i acadèmica, en llocs en el govern local, empreses de consultoria i institucions d'educació superior a Austràlia i altres estats. Fou gerent de Medi Ambient i Serveis a l'ajuntament de Mosman, gerent de Recursos Naturals i Captacions al Port Macquarie-Hastings Council, i directora de l'Institut d'Estudis Ambientals de la Universitat de Nova Gal·les del Sud.
Era directora acadèmica del Programa de Mestratge en Negocis i Tecnologia i professora associada en l'Escola Australiana de Graduats en Administració de la UNSW.

### Trajectòria política estatal
Faruqi entrà en els Verds el 2004 a Port Macquarie i es presentà com a candidata per a l'escó de l'Assemblea Legislativa d'Heffron el 2011 i en les eleccions parcials del 2012. Reemplaçà a Cate Faehrmann en el Consell Legislatiu el 2013, i fou la primera dona musulmana membre d'un parlament australià. Entre juny del 2013 i agost del 2018 forma part del Consell Legislatiu de Nova Gal·les del Sud.
En el parlament, Faruqi obtingué algunes carteres per a The Greens NSW: Benestar Animal, Drogues i Minimització de Danys, Medi Ambient, Costa Nord Baixa, Multiculturalisme, Carreteres i Ports, Estat de les Dones, Transport, Oest de Sydney i Jovent.
Participà en la primera proposta de llei per a despenalitzar l'avortament a Nova Gal·les del Sud al juny del 2014. També defensa el transport públic i la sostenibilitat ambiental. Al març del 2014, presentà una moció que ordenava la publicació de tots els documents governamentals relacionats amb la creació del cas comercial per a l'autopista WestConnex. Això posà en evidència el pla del govern de Nova Gal·les del Sud per a la subcontractació massiva de treballs de servei públic i els dubtes sobre la viabilitat del projecte.
Al febrer de 2018, intentà impedir que els Amics cristians de les comunitats israelianes organitzassen un acte sobre la política d'assentaments israelià a Palestina.
Renuncià al seu càrrec en el parlament el 14 d'agost del 2018.

### Trajectòria política federal
El 25 de novembre del 2017, guanyà al senador dels Verds de Nova Gal·les del Sud, en unes eleccions primàries al Senat per a triar el primer lloc de les llistes dels Verds a les eleccions federals del 2019. Va prestar jurament el 20 d'agost del 2018, i així fou la primera senadora musulmana en la història d'Austràlia.
Fou reelegida en les eleccions federals del 2019, amb el 8,7% dels vots de l'estat, amb una oscil·lació d'1,32 punts a favor seu.

## Obres
- Harding, R, Hendriks, CM, and Faruqi, M. (2009). Environmental Decision-Making - Exploring complexity and context, Federation Press, Sydney. ISBN 9781862877481
- Faruqi, M. (2012). 'Embracing Complexity To Enable Change', in: D. Rigling Gallagher; N. Christiansen and P. Andrews; eds, Environmental Leadership: A Reference Handbook, Vol. 2, pàg. 772–781, Sage, Thousand Oaks, Califòrnia. ISBN 9781412981514 ISBN 9781412981514
- Faruqi, Mehreen. Too Migrant, Too Muslim, Too Loud.  Crows Nest, NSW: Allen & Unwin, 2021. ISBN 978-1-76087-818-4.

## Premis i reconeixements
- 2013 Judy Raper Award for Leadership in Engineering, UNSW School of Chemical Engineering.[12]
- 2017 Edna Ryan Grand Stirrer Award pel seu incansable treball en la campanya de reforma de la llei de l'avortament.[13]